# Микроскоп атомских сила
Микроскоп атомских сила (МАС) (engl. Atomic Force Microscope, AFM) или скенирајући микроскоп сила (engl. Scanning Force Microscope, SFM) је уређај који припада породици микроскопа са скенирајућом сондом (Scanning Probe Microscope - SPM) чији се рад заснива на мерењу међумолекуларних сила које делују између атома мерне сонде и атома испитиваног узорка. Мерење се спроводи од тачке до тачке, након чега се подаци свих испитаних тачака прикупљају у снимак испитиване површине. Технологија која је претходила микроскопији атомских сила је Скенирајућа Тунелска Микроскопија (engl. Scanning Tunneling Microscopy, STM) чији се рад заснива на квантно-механичком ефекту тунеловања електрона кроз диелектрик.
Овом, данас изузетно успешном технологијом визуелизације, постигнута је резолуција снимања од неколико пикометара чиме је омогућено снимање узорака у атомској резолуцији. Данашња оптичка и електронска микроскопија су на прагу достизања овако високе резолуције. У будућности се очекује даљи развој обеју технологија тако да ће бити могуће рутинско снимање у атомској резолуцији.

## Откриће методе
Метода Микроскопије Атомских Сила (МАС) је настала 1986. године као производ истраживања која су, у лабораторијама америчке фирме IBM у Цириху, спровели Герд Биниг, Келвин Квејт и Кристоф Гербер. Овом открићу је претходило откриће Скенирајуће тунелске микроскопије (СТМ) 1982. године од стране Герд Бинига и Хајнрих Рорера који су за рад на технологији СТМ награђени Нобеловом Наградом за Физику.

## Принцип рада
Микроскопија атомских сила се заснива на мерењу интензитета неполарних међумолекуларних сила чији је аналитички опис дат изразом за Ленард-Џоунсов потенцијал. Интензитет неполарних међумолекуларних сила је зависан од растојања на коме се налазе честице чију интеракцију утврђујемо, што нам омогућује да мерењем интензитета силе тачно одредимо на ком се растојању од узорка (атома) налазимо. На основу измерене вредности интензитета силе се реконструише растојање од узорка и то је основа за формирање слике која се добија методом микроскопије атомских сила. Ако у великом броју тачака на површини неког узорка извршимо мерење интензитета међумолекуларних сила, тада смо у могућности да, спајањем тих тачака, добијемо информацију о морфолошком изгледу те површине.
Мерења се спроводе помоћу нано-конзоле која представља кључну компоненту система за мерење сила чији се интензитет креће у опсегу неколико наноњутна (10-9 m).

## Могућности снимања
Због природе интеракције са узорком, која је механичка и није заснована на електромагнетном зрачењу (што је случај код оптичке и електронске микроскопије) у могућности смо да извршимо мерења како у условима стандардне атмосфере (289 К, 1 атм), тако и у условима вакуума, атмосфере различитих гасова и у течности. Све ове опције омогућују напредно испитивање узорака које није могуће оптичким и/или електронским микроскопом.
Осим тога, припрема узорка је знатно мање захтевна него што је то случај код електронске микроскопије тако да је јасно да микроскопија атомских сила има својих предности. Међутим, снимци добијени електронским микроскопом имају могућност снимања тродимензионалних објеката док је у микроскопији атомских сила снимање (засад) ограничено на површине.
Даље, снимци добијени микроскопијом атомских сила омогућавају мерења свих величина, како геометријских тако и физичких (електричне, магнетне и механичке особине узорка, у наставку) што представља корак унапред у односу на електронску микроскопију.

## Режими рада
Разликујемо два основна режима рада овог микроскопа: статички и динамички. У статичком режиму нано-конзола прелази преко узорка и врши мерења на начин који је претходно описан. У динамичком режиму се нано-конзоли саопштавају принудне хармонијске осцилације које је доводе у осцилаторни режим кретања што омогућава проширење могућности мерења на већи број изведених физичких величина.